# Greux
Greux est une commune française du département des Vosges. Située dans la région historique de Lorraine, cette commune fait partie depuis 2016 de la région administrative Grand Est.
La commune est située à 1 km au nord de Domremy-la-Pucelle, village natal de Jeanne d'Arc, et cette dernière a déclaré pendant son procès être originaire de Domremy de Greux.

## Géographie

### Localisation
Greux est une petite commune rurale de l'Ouest vosgien, à 1 km au nord de Domremy-la-Pucelle. Village-rue typique, il s'étire le long de la départementale 164, ex-RN 64, sur la rive gauche de la Meuse. Il est traversé par le ruisseau des Roises qui porte le nom du village meusien limitrophe.
Le point culminant, 411 m dans la forêt de Greux, est partagé avec Goussaincourt qui borde la commune au nord.
| Vouthon-haut Meuse | Goussaincourt Meuse | Brixey-aux-Chanoines Meuse |
| Les Roises Meuse   | Greux               | Maxey-sur-Meuse            |
|                    | Domremy-la-Pucelle  |                            |

### Géologie et relief
La commune se compose de 21,80 hectares de territoires artificialisés (2,68 %), 418,37 hectares de territoires agricoles (51,52 %) et 372,31 hectares de forêts et milieux semi-naturels (45,85 %).
Espaces naturels :
- Un espace protégé Natura 2000 :

Vallée de la Saônelle,
- Trois zones naturelles d'intérêt écologique, faunistique et floristique (Znieff) :

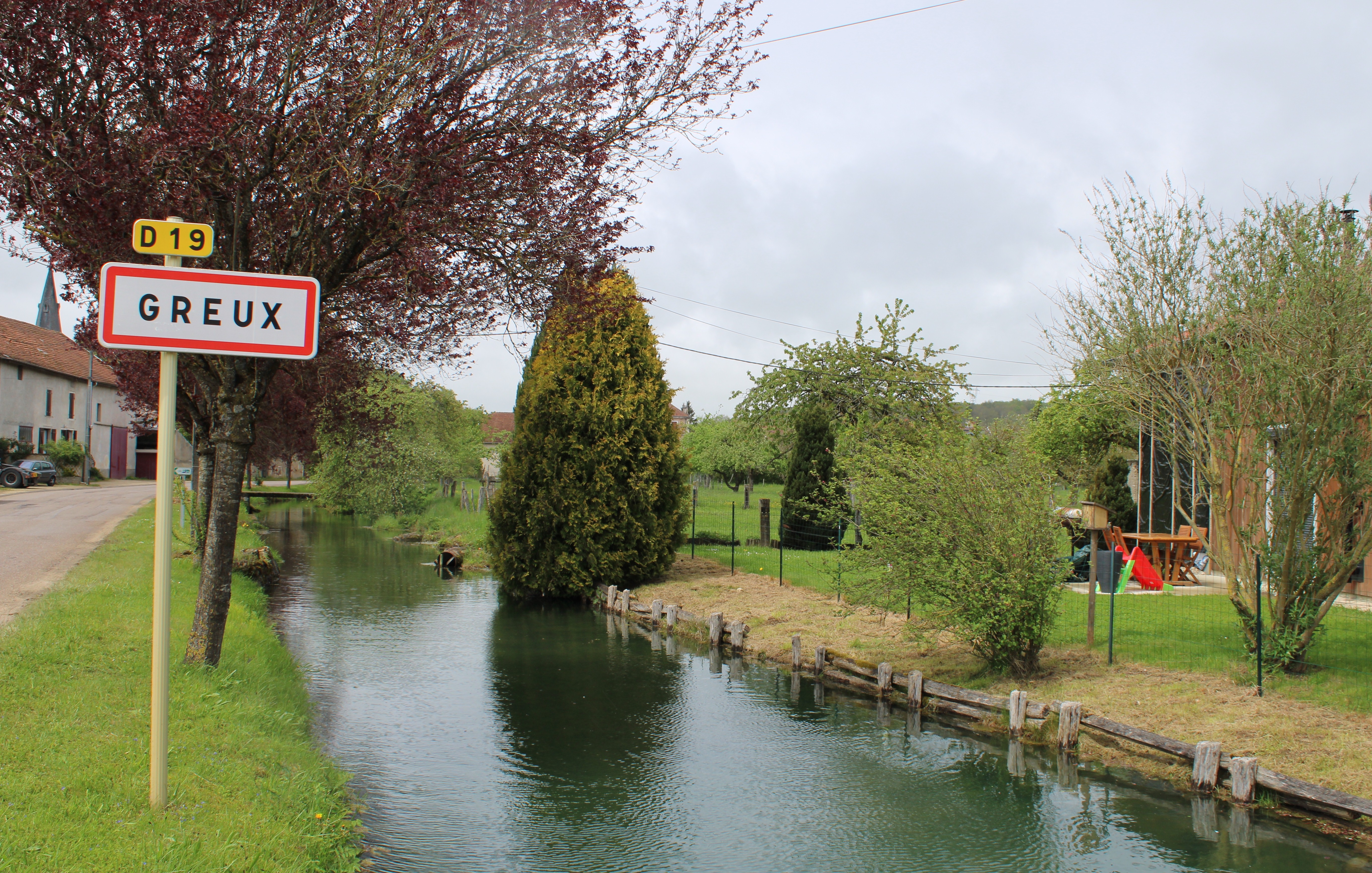
Entrée du village.

Vallée de la Meuse,
Pays de Neufchâteau,
Côteau des Chenage à Les Roizes.

### Hydrographie et les eaux souterraines
Hydrogéologie et climatologie : Système d’information pour la gestion des eaux souterraines du bassin Rhin-Meuse :
Territoire communal : Occupation du sol (Corinne Land Cover); Cours d'eau (BD Carthage),
Géologie : Carte géologique; Coupes géologiques et techniques,
 Hydrogéologie : Masses d'eau souterraine; BD Lisa; Cartes piézométriques.
La commune est située dans le bassin versant de la Meuse au sein du bassin Rhin-Meuse. Elle est drainée par la Meuse, la Noue de Burey et le ruisseau des Roises,.
La Meuse prend sa source en France, dans la commune du Châtelet-sur-Meuse, à 409 mètres d'altitude, et se jette dans la mer du Nord après un cours long d'approximativement 950 kilomètres traversant la France sur 486 kilomètres, la Belgique et les Pays-Bas.

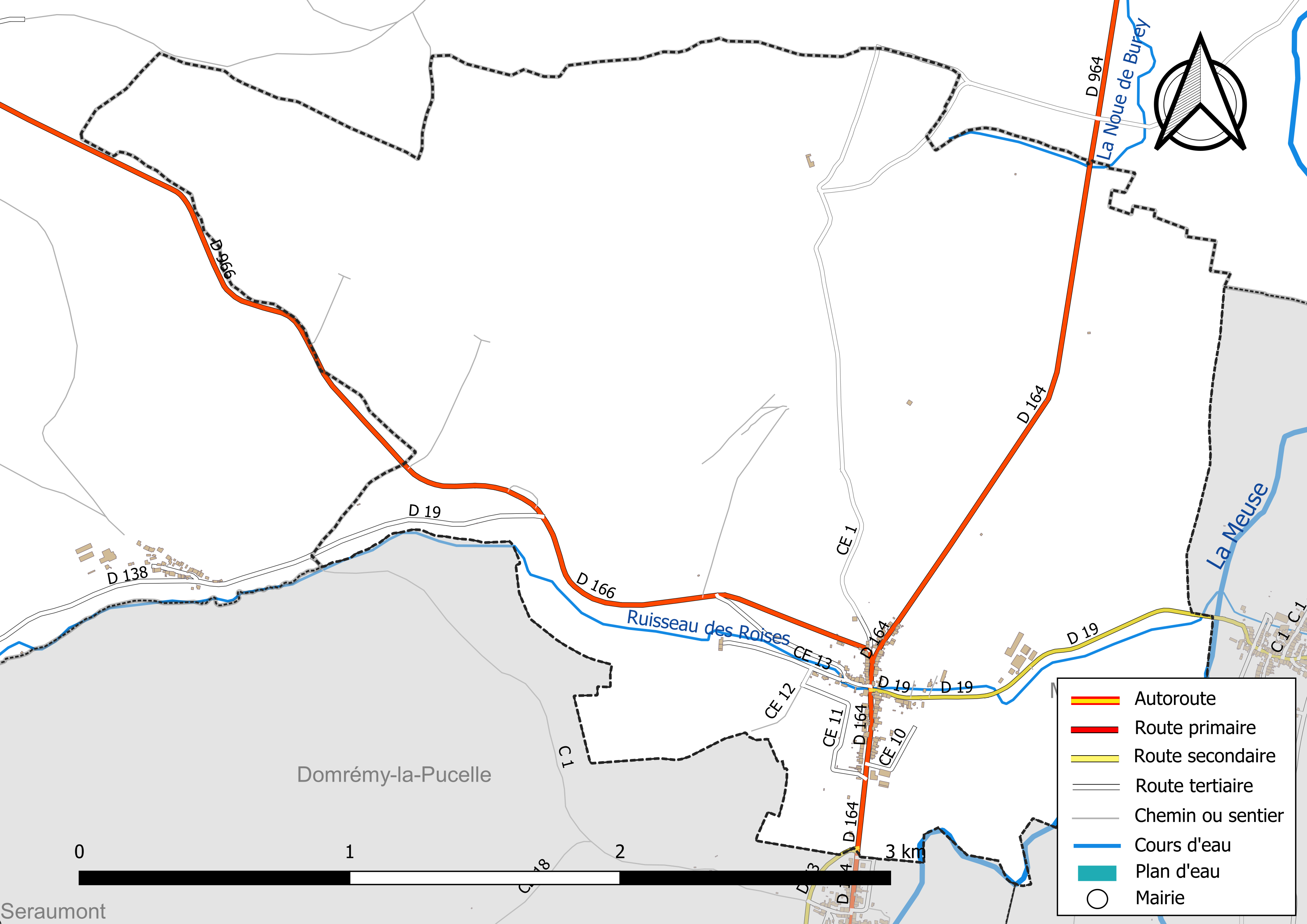
Réseaux hydrographique et routier de Greux.

La qualité des eaux de baignade et des cours d’eau peut être consultée sur un site dédié géré par les agences de l’eau et l’Agence française pour la biodiversité.

### Climat
Pour des articles plus généraux, voir Climat du Grand Est et Climat des Vosges.
En 2010, le climat de la commune est de type climat des marges montargnardes, selon une étude du Centre national de la recherche scientifique s'appuyant sur une série de données couvrant la période 1971-2000. En 2020, Météo-France publie une typologie des climats de la France métropolitaine dans laquelle la commune est exposée à un climat océanique altéré et est dans la région climatique  Lorraine, plateau de Langres, Morvan, caractérisée par un hiver rude (1,5 °C), des vents modérés et des brouillards fréquents en automne et hiver.
Pour la période 1971-2000, la température annuelle moyenne est de 9,7 °C, avec une amplitude thermique annuelle de 16,7 °C. Le cumul annuel moyen de précipitations est de 927 mm, avec 12,9 jours de précipitations en janvier et 9,6 jours en juillet. Pour la période 1991-2020, la température moyenne annuelle observée sur la station météorologique de Météo-France la plus proche, « Rollainville », sur la commune de Rollainville à 11 km à vol d'oiseau, est de 10,3 °C et le cumul annuel moyen de précipitations est de 860,3 mm. 
La température maximale relevée sur cette station est de 39,6 °C, atteinte le 25 juillet 2019 ; la température minimale est de −18,2 °C, atteinte le 20 décembre 2009,,.
Les paramètres climatiques de la commune ont été estimés pour le milieu du siècle (2041-2070) selon différents scénarios d'émission de gaz à effet de serre à partir des nouvelles projections climatiques de référence DRIAS-2020. Ils sont consultables sur un site dédié publié par Météo-France en novembre 2022.

## Urbanisme

### Typologie
Au 1er janvier 2024, Greux est catégorisée commune rurale à habitat dispersé, selon la nouvelle grille communale de densité à sept niveaux définie par l'Insee en 2022.
Elle est située hors unité urbaine. Par ailleurs la commune fait partie de l'aire d'attraction de Neufchâteau, dont elle est une commune de la couronne,. Cette aire, qui regroupe 72 communes, est catégorisée dans les aires de moins de 50 000 habitants,.

### Occupation des sols
L'occupation des sols de la commune, telle qu'elle ressort de la base de données européenne d’occupation biophysique des sols Corine Land Cover (CLC), est marquée par l'importance des territoires agricoles (51,7 % en 2018), une proportion sensiblement équivalente à celle de 1990 (52,1 %). La répartition détaillée en 2018 est la suivante : 
milieux à végétation arbustive et/ou herbacée (38,8 %), prairies (33,6 %), terres arables (17,5 %), forêts (6,7 %), zones urbanisées (2,7 %), zones agricoles hétérogènes (0,6 %). L'évolution de l’occupation des sols de la commune et de ses infrastructures peut être observée sur les différentes représentations cartographiques du territoire : la carte de Cassini (XVIIIe siècle), la carte d'état-major (1820-1866) et les cartes ou photos aériennes de l'IGN pour la période actuelle (1950 à aujourd'hui).

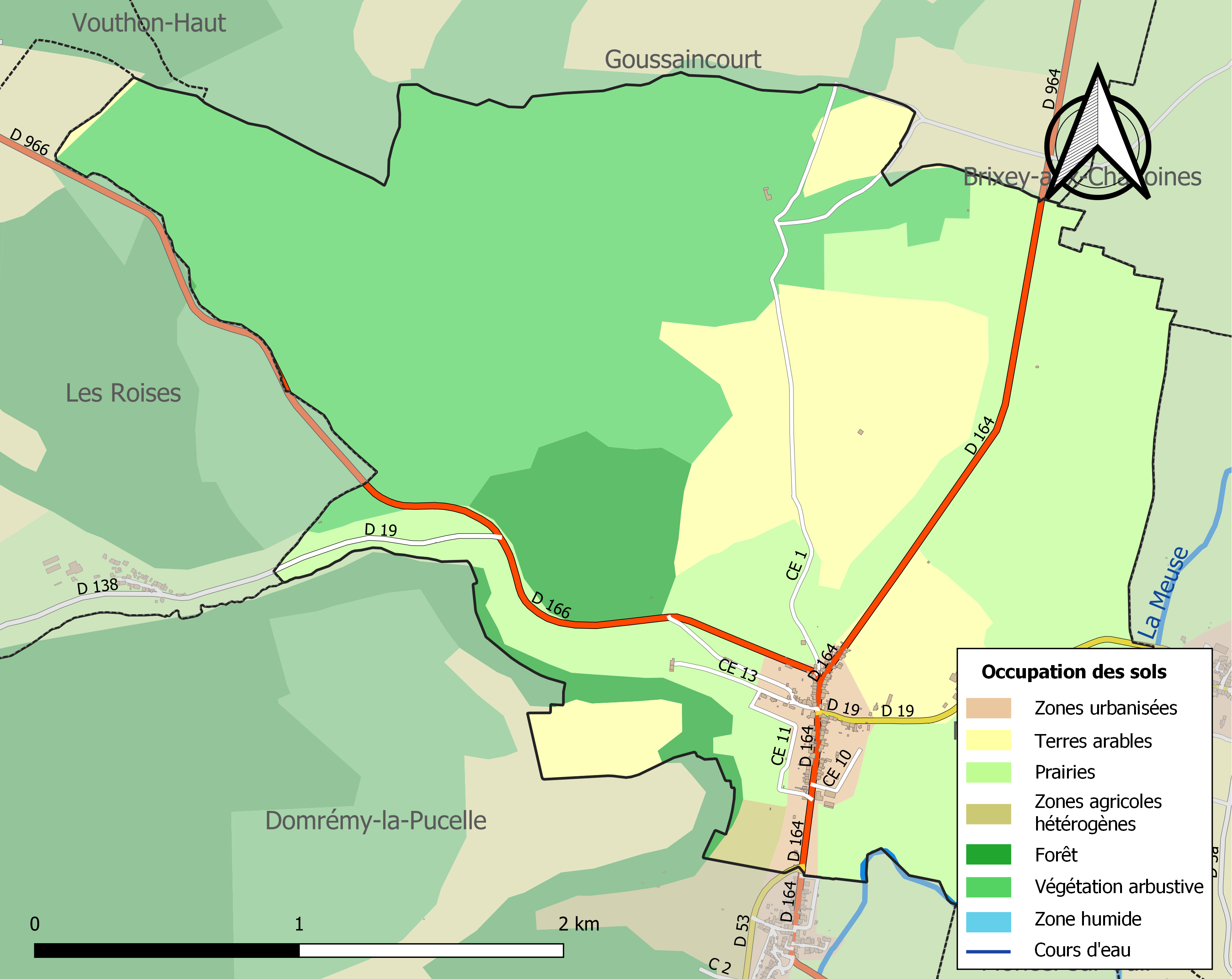
Carte des infrastructures et de l'occupation des sols de la commune en 2018 (CLC).

### Voies de communications et transports

#### Voies routières
- A31 (aussi appelée autoroute de Lorraine-Bourgogne). Échangeurs Colombey-les-Belles, Châtenois.

#### Transports en commun
- Fluo Grand Est.

#### Lignes SNCF
- Gare de Neufchâteau
- Gare de Pagny-sur-Meuse
- Gare de Toul

#### Transports aériens
- L'Aéroport d'Épinal-Mirecourt « Vosges Aéroport ».

À partir de l'été 2021, l’aéroport d’Épinal-Mirecourt est devenu le "pélicandrome" de la Zone Est et servira ainsi de base de ravitaillement et d’intervention pour les avions bombardiers d’eau connus sous le nom de Dash 8.
- Aéroport de Nancy-Essey.

## Toponymie
Le nom de la localité est attesté sous les formes Groz (1164) ; Gruz (1180) ; Grex, Greux (1180) ; H. de Greuz (avant 1197) ; Gruex (1248) ; Greux (1248) ; Grux (1256) ; Greus (1261) ; Grex (1261) ; Greues (1282) ; Grux (1339) ; Greuz (1343) ; Greulz (1357) ; Gruis (1357) ; Grus (1431) ; Gru (1445) ; Greu (1455) ; Greux sur Meuze (1498) ; Grupt (1514) ; Greulx (1530) ; Graux (1656) ; Gruys (XVIIe siècle) ; Greuxium (1768).

Toponyme à rapprocher du gallois groes et du breton groas, « croix ».

## Histoire

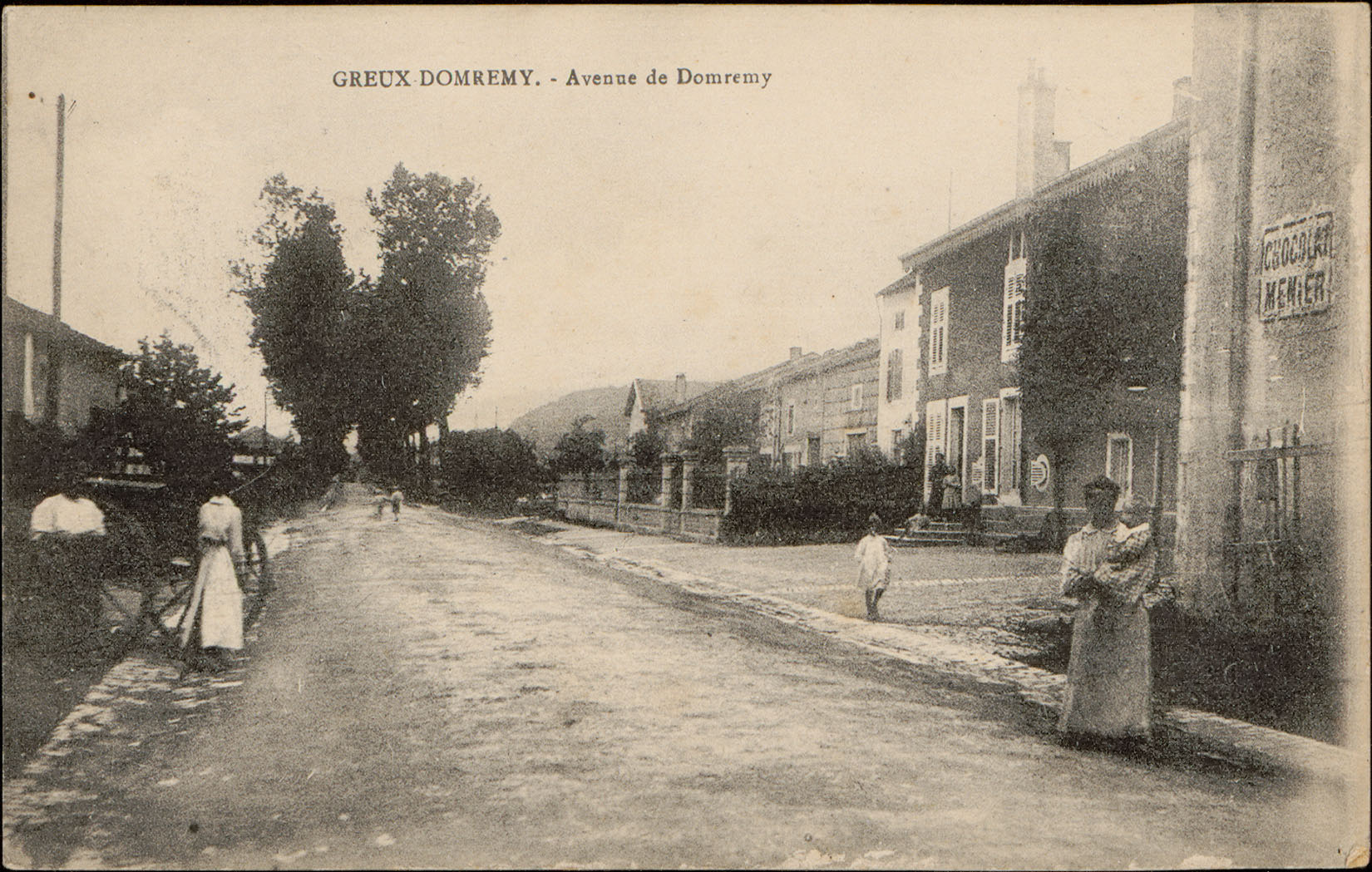
L'avenue de Domremy à Greux.

Domremy (ou du moins la partie dans laquelle se trouvait la maison de Jeanne d'Arc, à savoir la partie nord du village) fut exempté d'impôts par Charles VII après son couronnement, lors de l'anoblissement de Jeanne d'Arc. Greux bénéficia également de ce privilège.
- Jehan Leclerc de Pulligney[24] défend les intérêts des habitans de Dompremey et de son seigneur lors d'un procès en 1428. Il remplace comme procureur Jacques d'Arc. Vaucoulour et Robert seigneur de Baudrecourt et de Bloise, capitaine de Vaucoulour et Greux sont souvent cités dans un acte le concernant.

Domrémy, rattaché à la Lorraine en 1571, perdit le privilège à cette date puisqu'elle relevait alors du Saint-Empire romain germanique. En revanche, restée française, la ville de Greux put bénéficier du privilège jusqu'en 1766.
Le village primitif et son église ont été détruits par les Suédois au cours de la guerre de Trente Ans.

## Politique et administration
| Période                                  | Période    | Identité          | Étiquette | Qualité                            |
| ---------------------------------------- | ---------- | ----------------- | --------- | ---------------------------------- |
| Les données manquantes sont à compléter. |            |                   |           |                                    |
| 1902                                     | NC         | Ernest Melcion    |           |                                    |
| NC                                       | NC         | Eudore Duval      |           |                                    |
| NC                                       | NC         | Jules Diez        |           |                                    |
| NC                                       | 1939       | Emile Ferbus      |           |                                    |
| 1939                                     | NC         | Armand Melcion    |           |                                    |
| NC                                       | mars 1959  | Victor Jacquot    |           |                                    |
| mars 1959                                | mars 1971  | Marcelle Ferbus   |           |                                    |
| mars 1971                                | mars 1989  | Henri Henriot     |           | Boucher                            |
| mars 1989                                | avril 2014 | Gilles Andriot    |           |                                    |
| avril 2014                               | mai 2020   | Jean-Luc Geoffroy |           |                                    |
| mai 2020                                 | En cours   | Aurélie Pierson   |           | Employé administratif d'entreprise |

### Budget et fiscalité 2023

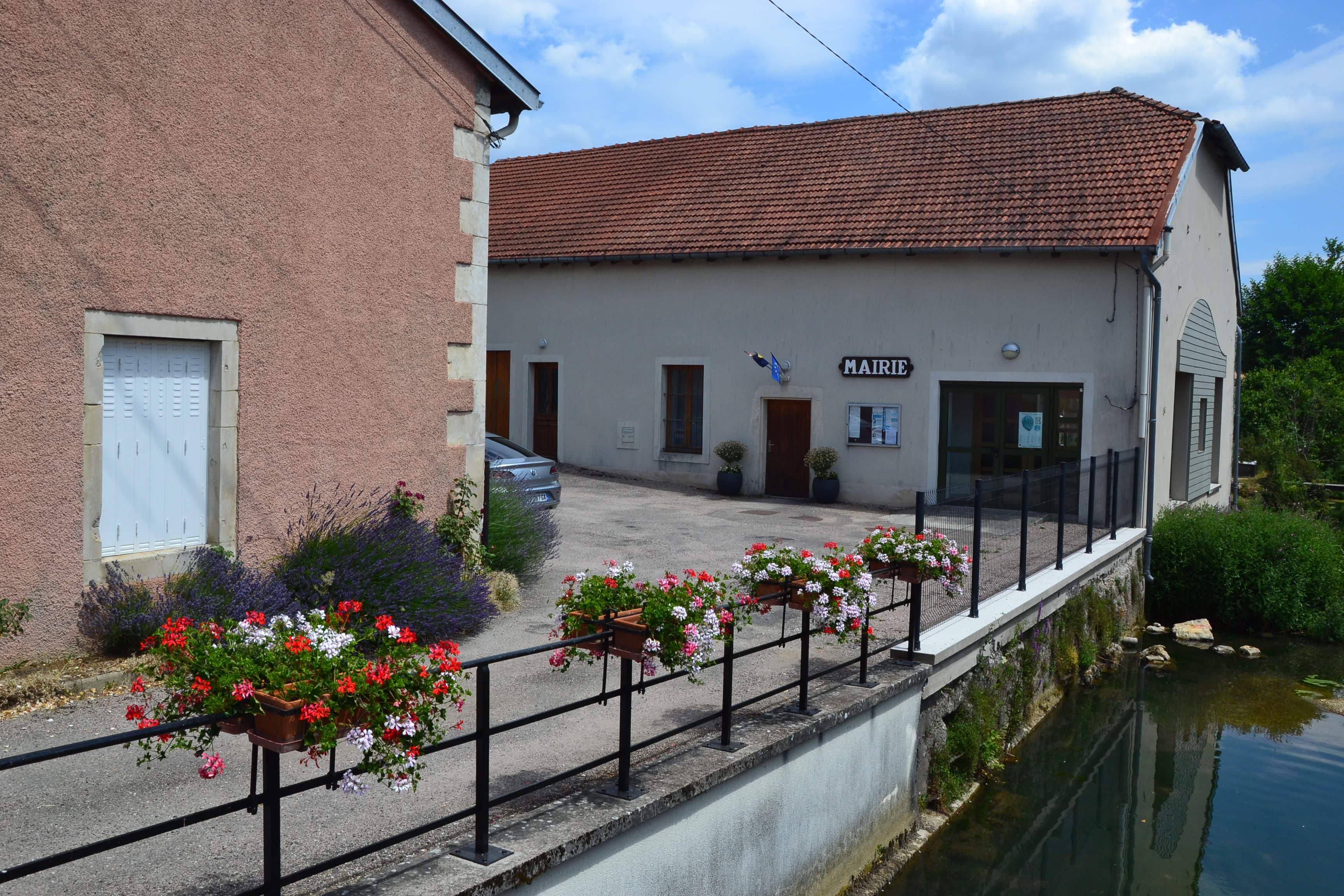
La mairie.

En 2023, le budget de la commune était constitué ainsi :
- total des produits de fonctionnement : 101 000 €, soit 672 € par habitant ;
- total des charges de fonctionnement : 63 000 €, soit 416 € par habitant ;
- total des ressources d'investissement : 9 000 €, soit 58 € par habitant ;
- total des emplois d'investissement : 26 000 €, soit 173 € par habitant ;
- endettement : 1 000 €, soit 3 € par habitant.

Avec les taux de fiscalité suivants :
- taxe d'habitation : 17,39 % ;
- taxe foncière sur les propriétés bâties : 32,71 % ;
- taxe foncière sur les propriétés non bâties : 11,46 % ;
- taxe additionnelle à la taxe foncière sur les propriétés non bâties : 0,00 % ;
- cotisation foncière des entreprises : 0,00 %.

Chiffres clés Revenus et pauvreté des ménages en 2021 : médiane en 2021 du revenu disponible, par unité de consommation : 24 270 €.

## Population et société

### Démographie

#### Évolution démographique
L'évolution du nombre d'habitants est connue à travers les recensements de la population effectués dans la commune depuis 1793. Pour les communes de moins de 10 000 habitants, une enquête de recensement portant sur toute la population est réalisée tous les cinq ans, les populations de référence des années intermédiaires étant quant à elles estimées par interpolation ou extrapolation. Pour la commune, le premier recensement exhaustif entrant dans le cadre du nouveau dispositif a été réalisé en 2006.

En 2022, la commune comptait 132 habitants, en évolution de −16,98 % par rapport à 2016 (Vosges : −2,96 %, France hors Mayotte : +2,11 %).
| 1793 | 1800 | 1806 | 1821 | 1831 | 1836 | 1841 | 1846 | 1856 |
| ---- | ---- | ---- | ---- | ---- | ---- | ---- | ---- | ---- |
| 255  | 266  | 283  | 285  | 282  | 277  | 280  | 292  | 302  |

| 1861 | 1866 | 1876 | 1881 | 1886 | 1891 | 1896 | 1901 | 1906 |
| ---- | ---- | ---- | ---- | ---- | ---- | ---- | ---- | ---- |
| 288  | 277  | 262  | 245  | 279  | 282  | 264  | 262  | 262  |

| 1911 | 1921 | 1926 | 1931 | 1936 | 1946 | 1954 | 1962 | 1968 |
| ---- | ---- | ---- | ---- | ---- | ---- | ---- | ---- | ---- |
| 256  | 230  | 210  | 217  | 226  | 189  | 179  | 171  | 157  |

| 1975 | 1982 | 1990 | 1999 | 2006 | 2011 | 2016 | 2021 | 2022 |
| ---- | ---- | ---- | ---- | ---- | ---- | ---- | ---- | ---- |
| 139  | 164  | 141  | 144  | 163  | 170  | 159  | 138  | 132  |

### Enseignement
Établissements d'enseignements :
- Écoles maternelles et primaires à  Domrémy-la-Pucelle, Maxey-sur-Meuse, Coussey, Soulosse-sous-Saint-Élophe, Maxey-sur-Vaise, Martigny-les-Gerbonvaux.
- Collèges à Neufchâteau, Gondrecourt-le-Château, Vaucouleurs, Liffol-le-Grand.
- Lycées à Neufchâteau.

### Santé
Professionnels et établissements de santé :
- Médecins à Coussey, Sauvigny, Neufchâteau, Allamps, Gondrecourt-le-Château, Grand.
- Pharmacies à Coussey, Neufchâteau, Liffol-le-Grand, Vaucouleurs, Colombey-les-Belles, Vicherey, Blénod-lès-Toul, Châtenois.
- Hôpitaux à Neufchâteau, Dommartin-lès-Toul, Toul, Vittel.

### Cultes
- Culte catholique, Paroisse Saint-Nicolas-Sainte-Jeanne-d'Arc[34], Diocèse de Saint-Dié.

## Économie

### Entreprises et commerces

#### Commerces
- Commerces et services de proximité[35].

## Culture locale et patrimoine

### Lieux et monuments

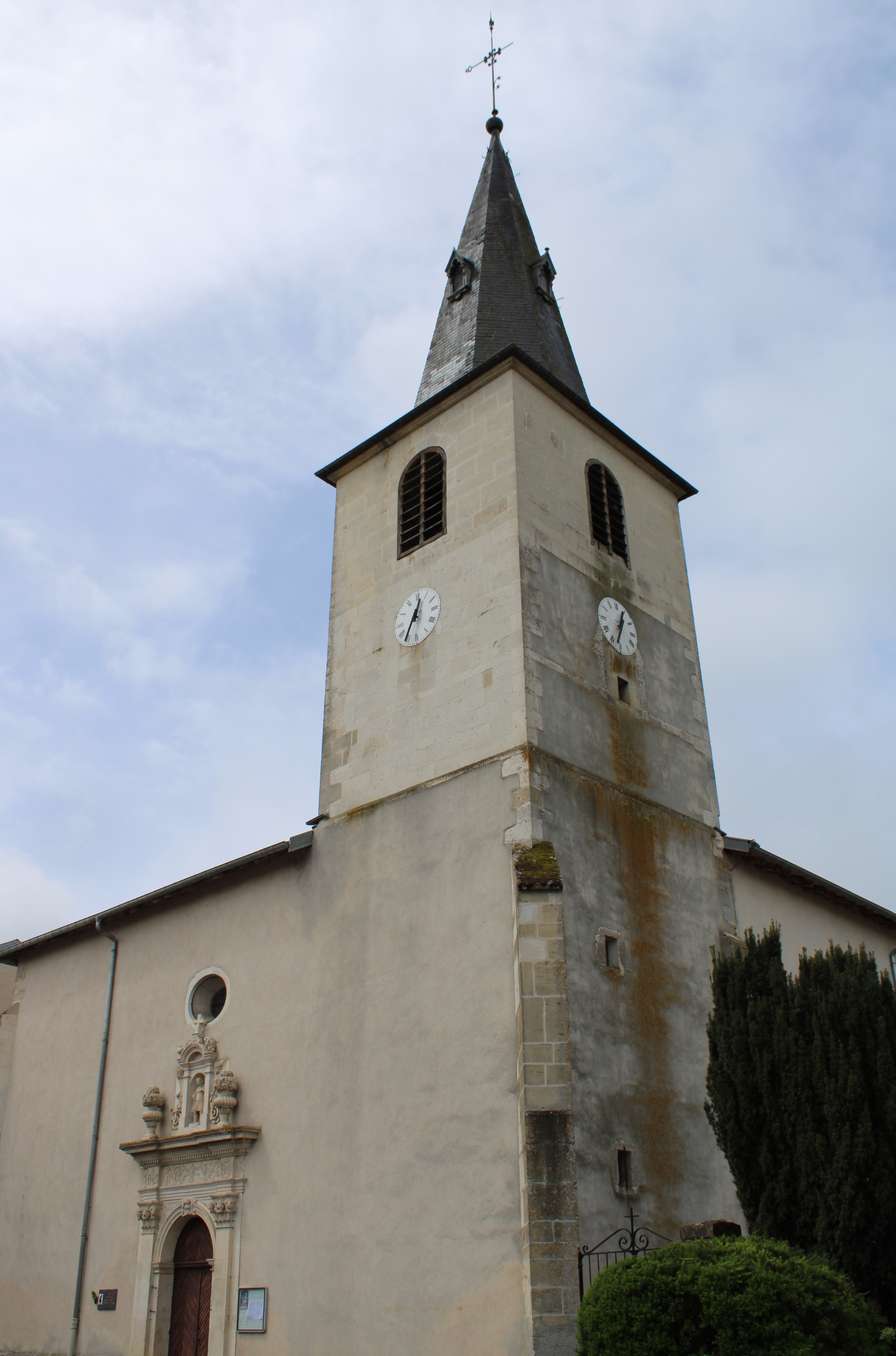
Église Saint-Maurice.
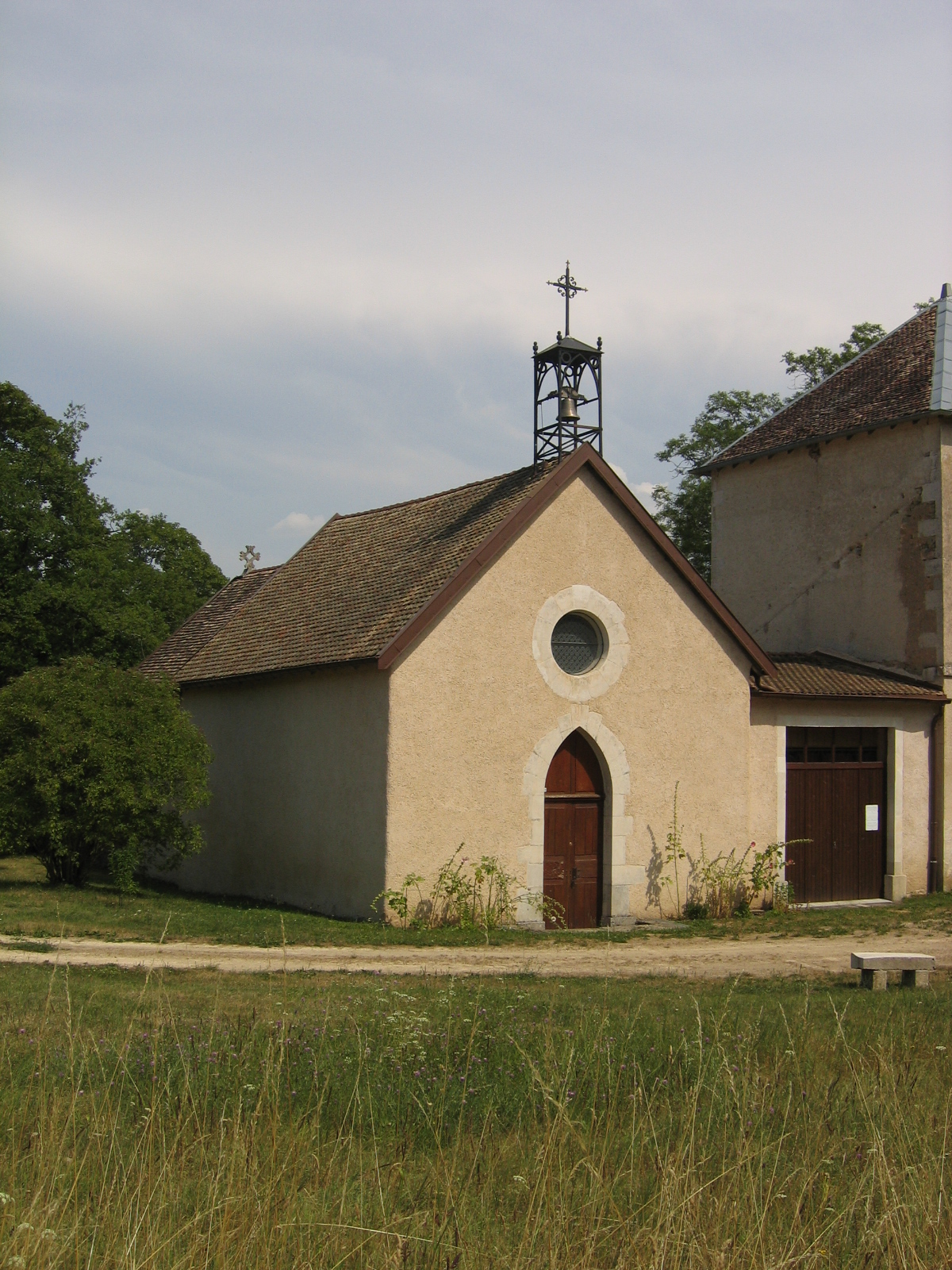
Chapelle de Bermont.
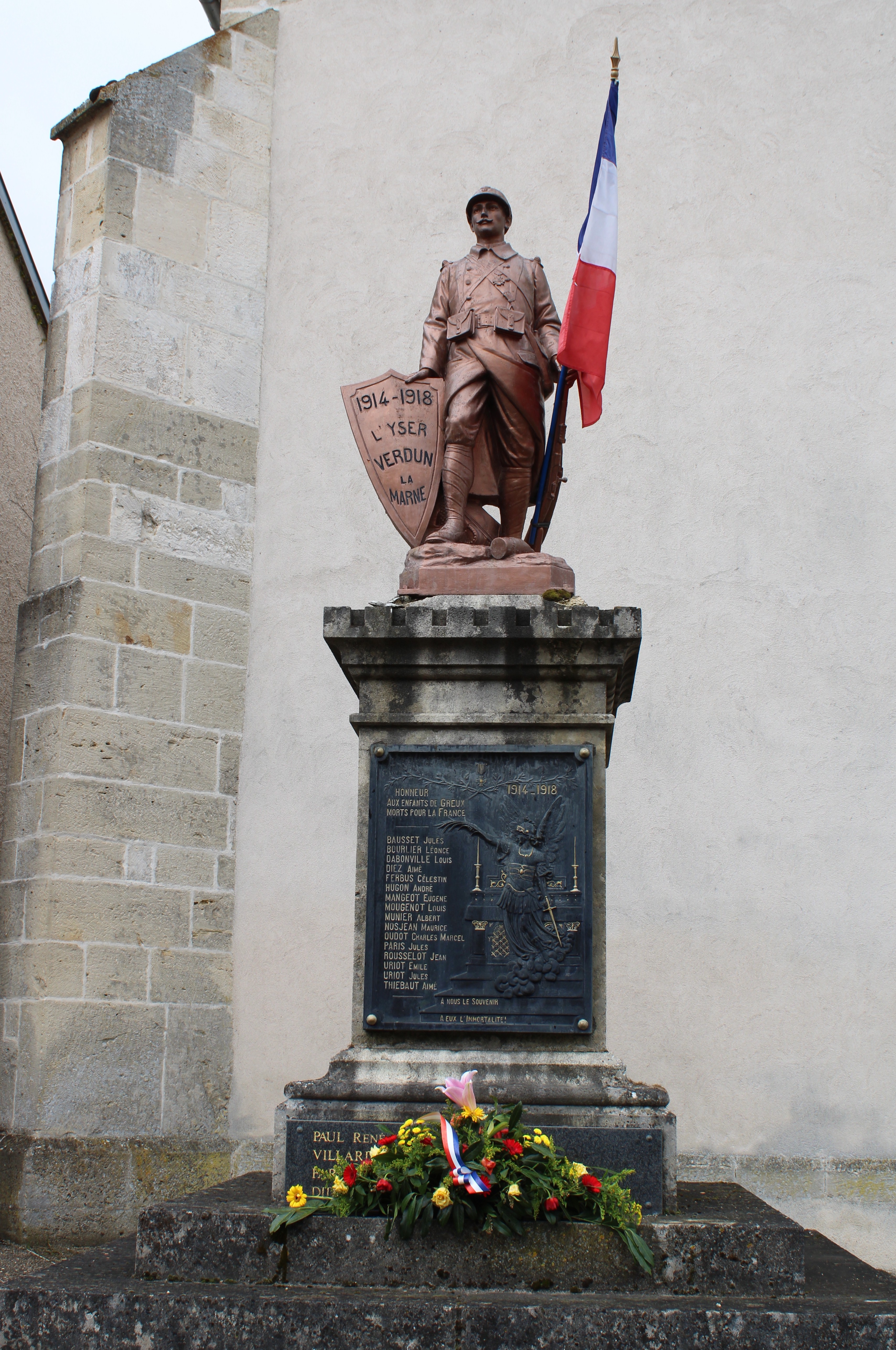
Monument aux morts.
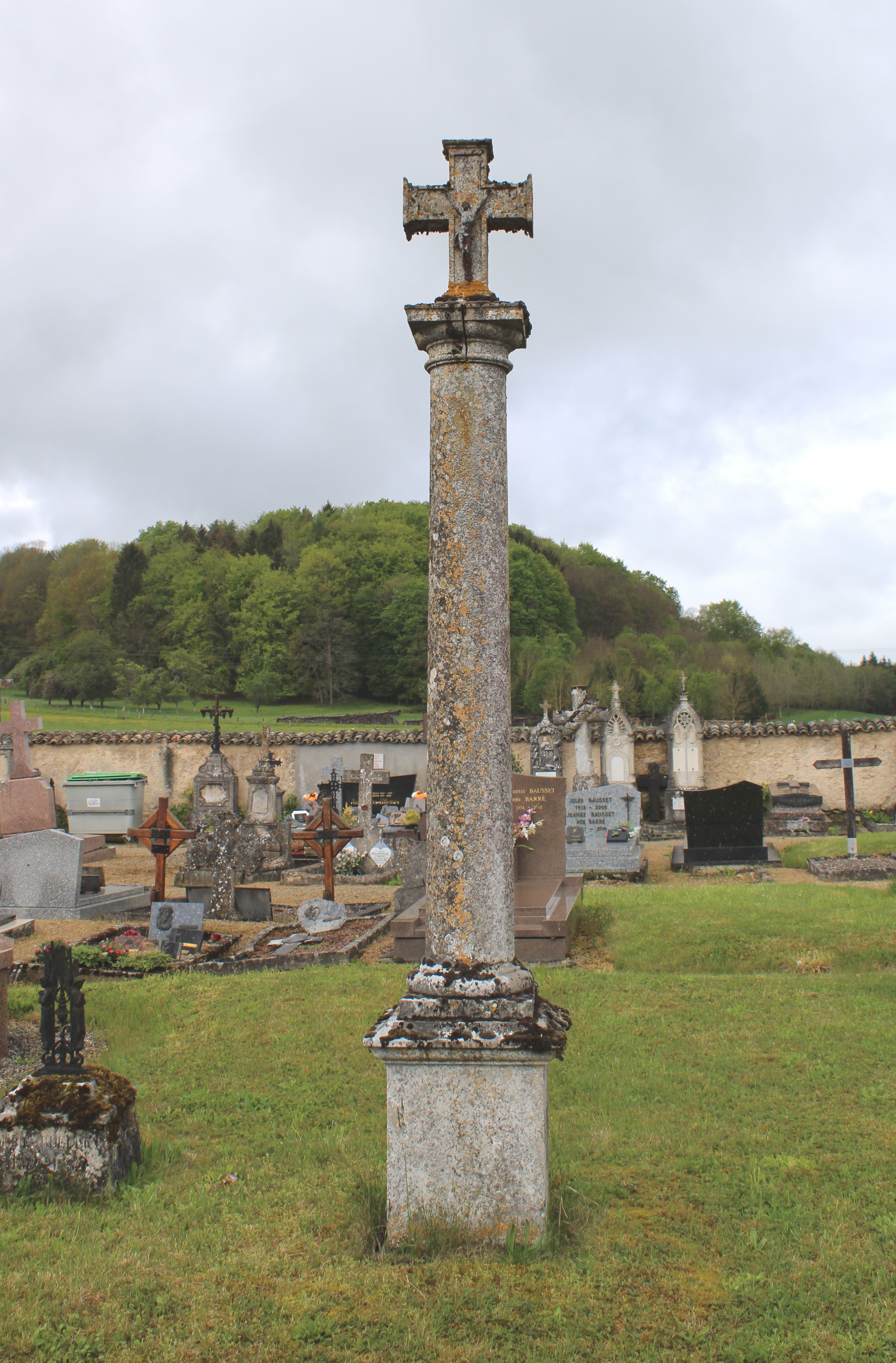
Croix du cimetière.
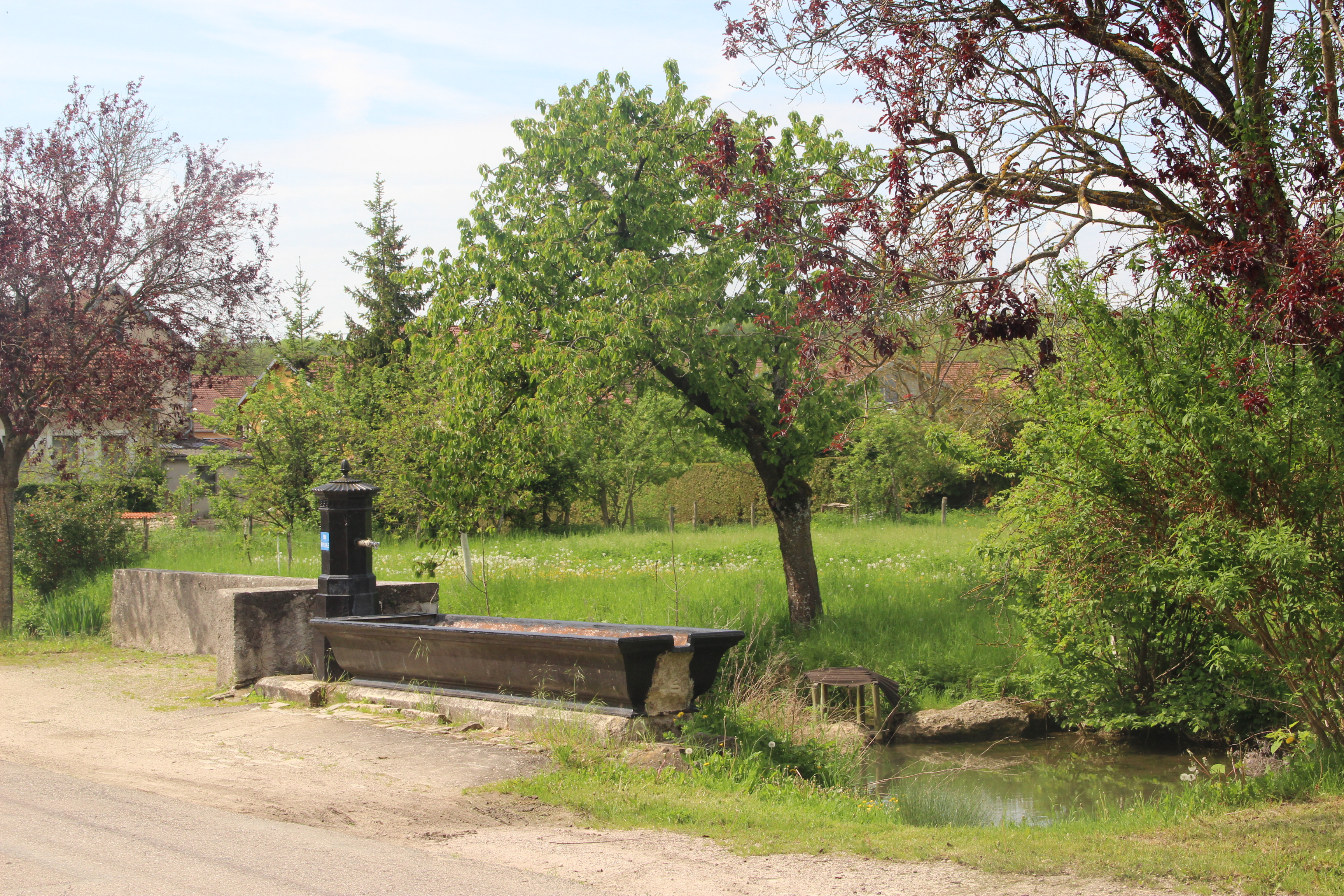
Lavoir.

- Église Saint-Maurice XVIIIe siècle.

dalle et plaque funéraire de Jean Jacob, curé de Greux,.
fonts baptismaux.
- Chapelle de Bermont : chapelle fondée au XIIe siècle où, durant sa jeunesse, Jeanne d’Arc se rendait presque tous les samedis en pèlerinage, inscrite au titre des monuments historiques par arrêté du 11 décembre 1998[39],[40].

statue : Vierge à l'enfant
cloche.
croix : Christ en croix.
- Statues dominant le village, à l’emplacement de l’ancienne église[44].
- Lavoir.
- Monument commémoratifs :

Monument aux morts,.
Plaque commémorative église.
- Croix de cimetière.

### Cartes postales anciennes

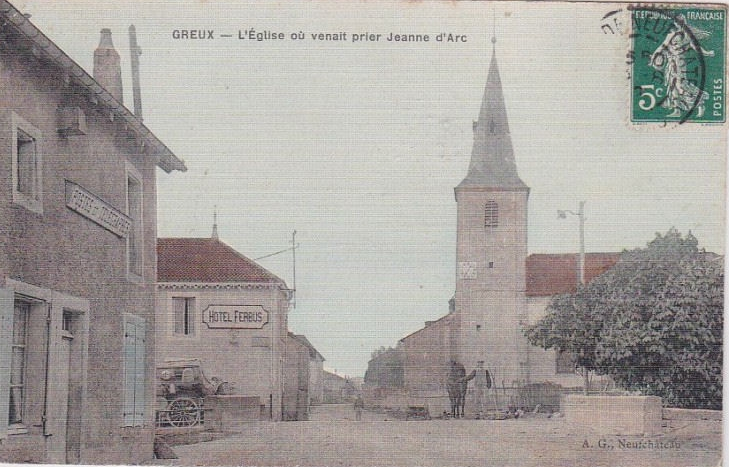
Vue du village et de l'église vers 1920.
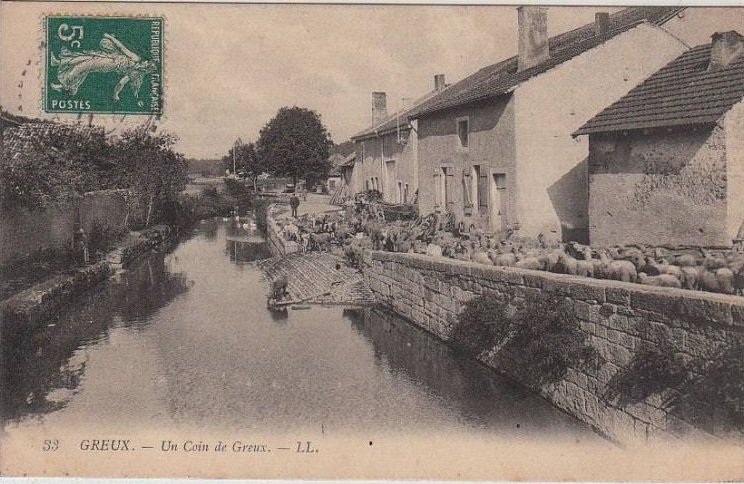
Sur les berges du ruisseau Les Roisses vers 1920.
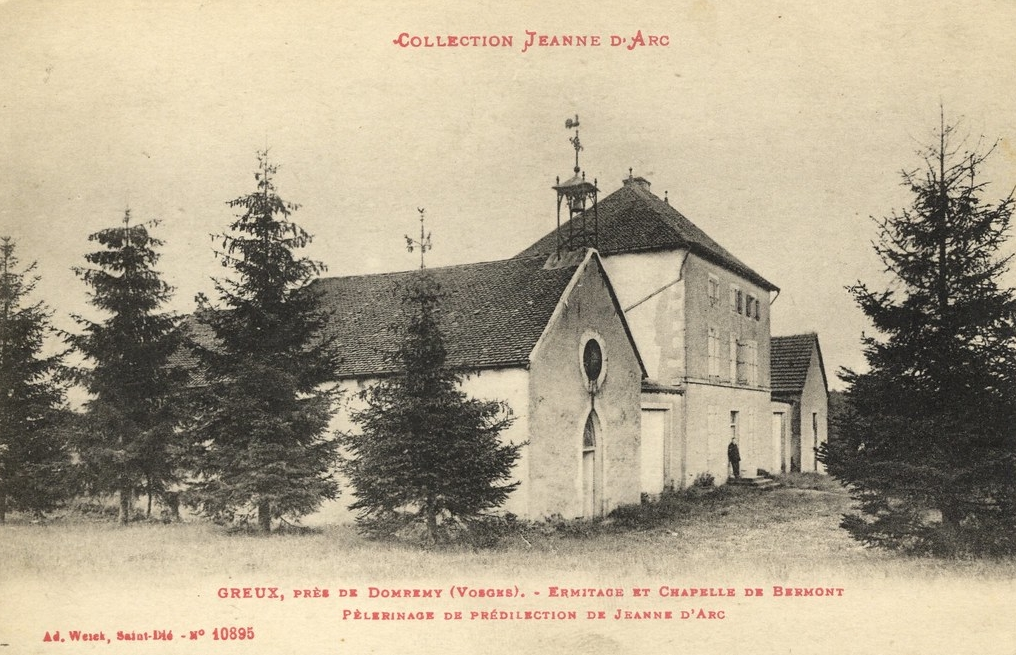
La chapelle de Bermont vers 1920.
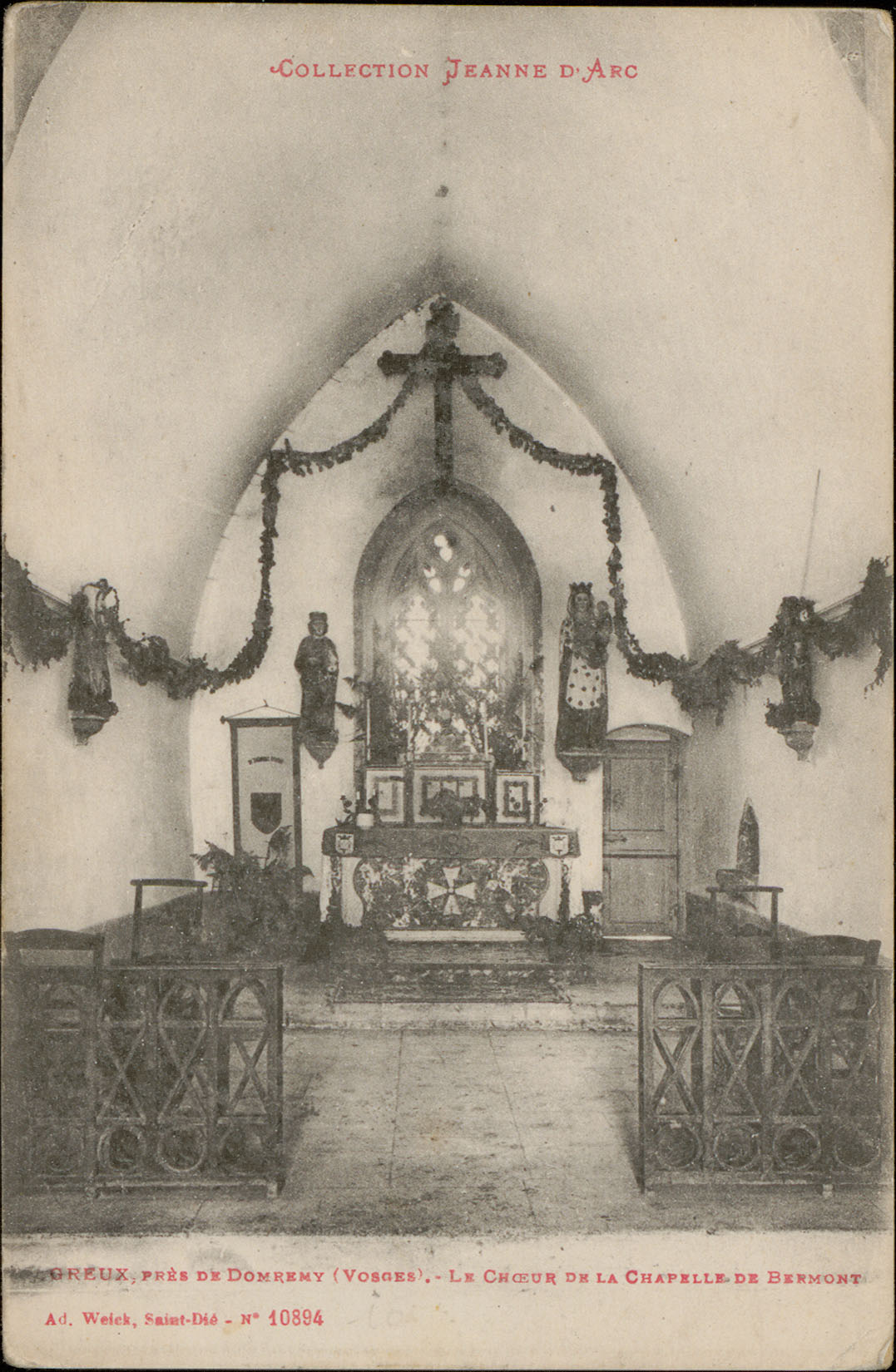
Le chœur de la chapelle de Bermont.

### Personnalités liées à la commune
- Jeanne d'Arc se rendait à la chapelle de Bermont de façon hebdomadaire. Elle déclara pendant son procès être originaire de Domremy de Greux. Une rue du village porte son nom.
- Joseph Clément Poullain de Grandprey, premier préfet des Vosges, membre de la Convention.
- Bernard Diez dit Bernard Lorraine (1933-2002), né à Greux, écrivain. Une rue du village porte son nom.

## Pour approfondir